# 浦項工科大學
浦項工科大學（：／ Po-hang Gong-gwa Dae-hak-gyo）是一所位于韩国庆尚北道浦項市的私立研究型综合大学。浦項工科大學1986年由“韩国现代工业之父”朴泰俊捐资12亿美元创建，在泰晤士世界百强新兴大学中连续三年名列头筹。
2010年，该校在泰晤士高等教育世界大学声誉排名第28位。QS世界大学排名中排名第112，QS亚洲大学排名则将其列为第12位。2012年至2013年，该校在泰晤士亚洲排名中排第5位。

## 历史

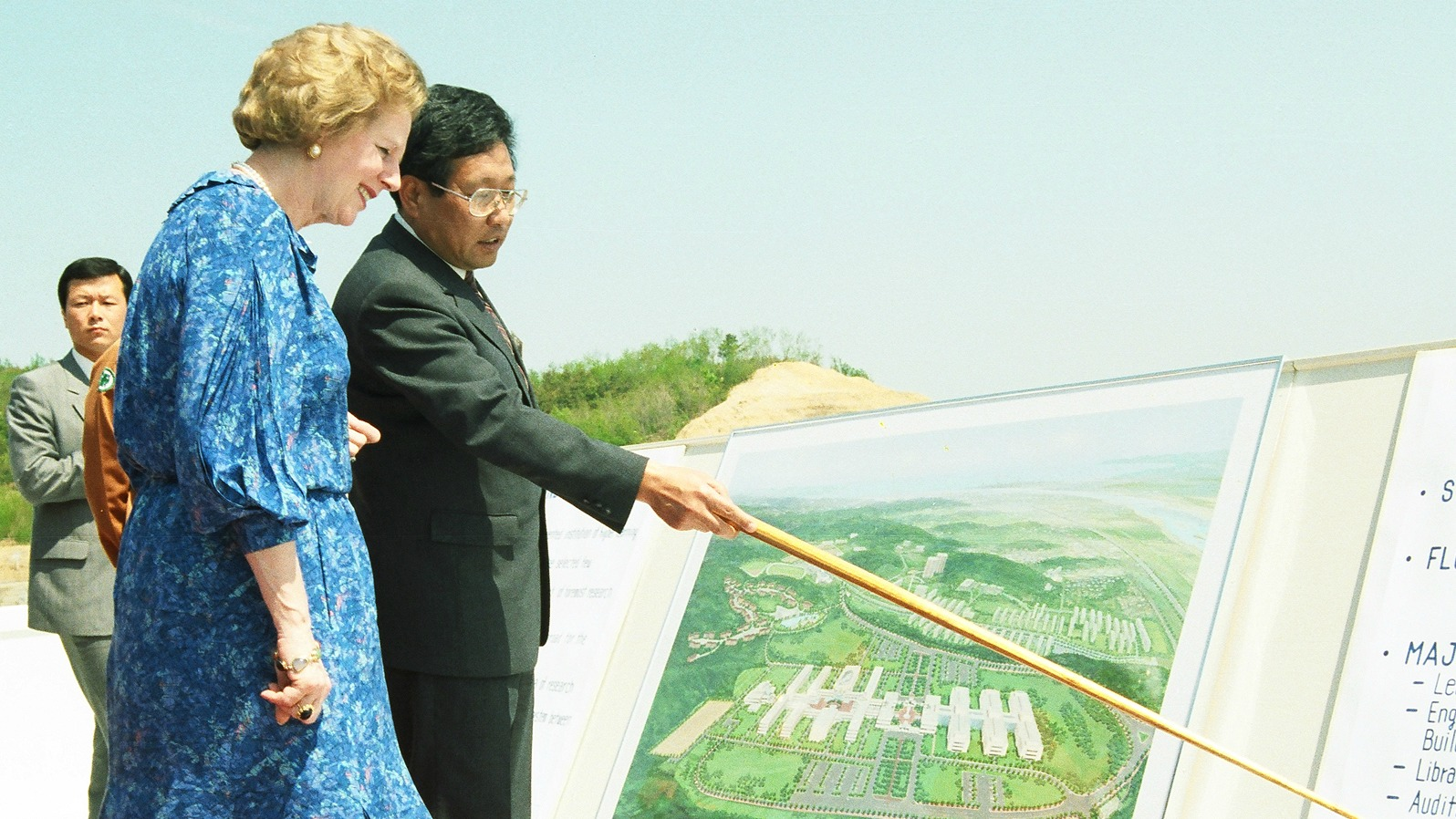
1985年5月时任英国首相玛格丽特·撒切尔访问浦項工科大學

浦项工科大学1986年由浦项集团创建，旨在为韩国培养尖端的理工科人才。浦项集团创始人兼浦项工科大学首任主席朴泰俊在学院创建之初参见加州理工學院学生教师比例低、研究生比例高、净学费低、住校和高质量校园环境的模式建校，使得学校与其它韩国大学显著不同。1985年5月，时任英国首相玛格丽特·撒切尔到访浦項工科大學，并向学校赠送了当时世界最先进的Inmos晶體電腦。